# Silvermås
Silvermås (Chroicocephalus novaehollandiae) är en fågel i familjen måsfåglar inom ordningen vadarfåglar. Den är Australiens enda mås och är där en vanlig fågel, men förekommer även i Nya Zeeland.

## Utseende
Silvermåsen är en medelstor, vithuvad mås med röd näbb och röda ben. Jämfört med svartnäbbad mås (C. bulleri) som den delar utbredningsområde med i Nya Zeeland har den, förutom färgen på näbben och även fötterna, mycket mörkare vingspets. Ungfågeln saknar den unga svartnäbbade måsens mörka teckningar på huvudet. Den har vidare grövre näbb, kraftigare kropp och annorlunda vingteckning.

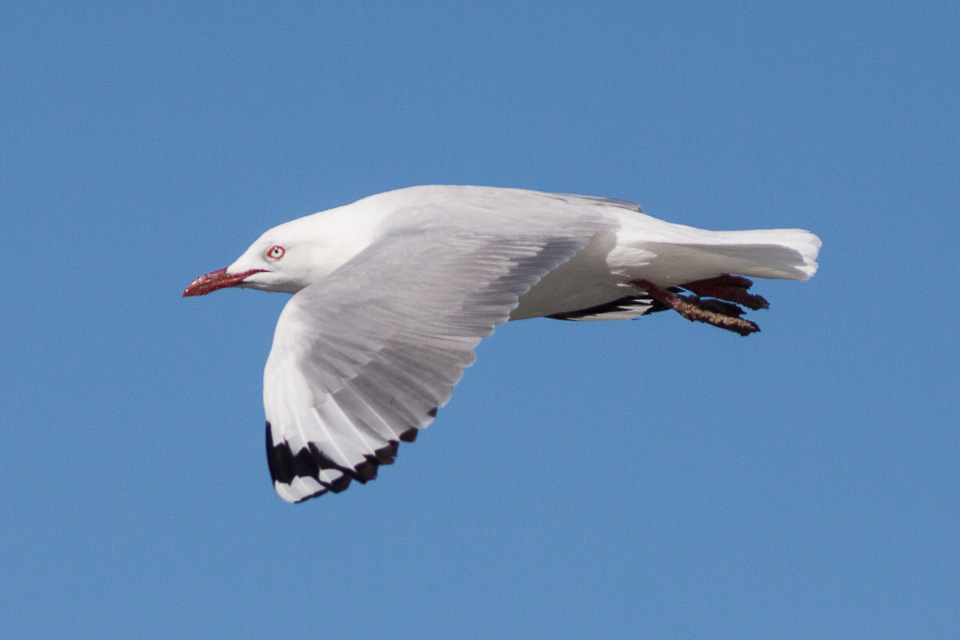

## Läte
Silvermåsen är en ljudlig fågel. Det vanligaste lätet är ett högljutt gnissligt ljud som i engelsk litteratur återges "kwarr" eller "kwe-aarrr".

## Utbredning och systematik
Silvermås delas in i tre underarter:
- Chroicocephalus novaehollandiae forsteri – förekommer i norra och nordöstra Australien, på Nya Kaledonien och i Loyautéöarna
- Chroicocephalus novaehollandiae novaehollandiae – förekommer i södra Australien och på Tasmanien
- Chroicocephalus novaehollandiae scopulinus – förekommer i Nya Zeeland, huvudsakligen häckande på Nord- och Sydöns östkust och i inlandet vid Lake Rotorua på Nordön, men även på Stewartön och Campbellön samt i Chathamöarna, Snaresöarna och Aucklandöarna

Tillfälligt har den påträffats i Indonesien, Papua Nya Guinea och Vanuatu. Underarten scopulinus betraktades tidigare som en egen art. Genetiska studier visar att silvermåsen är systerart till svartnäbbad mås.

### Släktestillhörighet
Länge placerades merparten av måsarna och trutarna i släktet Larus. Genetiska studier visar dock att arterna i Larus inte är varandras närmaste släktingar. Pons m.fl. (2005) föreslog att Larus bryts upp i ett antal mindre släkten, varvid silvermåsen placerades i Chroicocephalus. Brittiska British Ornithologists’s Union (BOU) följde efter 2007, amerikanska  American Ornithologists' Union (AOU) i juli 2007 och Sveriges ornitologiska förening 2010. Även de världsledande auktoriteterna Clements m.fl. och International Ornithological Congress IOU har implementerat rekommendationerna in sin taxonomi, dock ännu ej BirdLife International.

## Levnadssätt
Silvermåsen är en sällskaplig fågel som häckar i kolonier mellan april och december. Det är den enda måsarten i Australien där den är vanlig längs alla kuster och floder. 

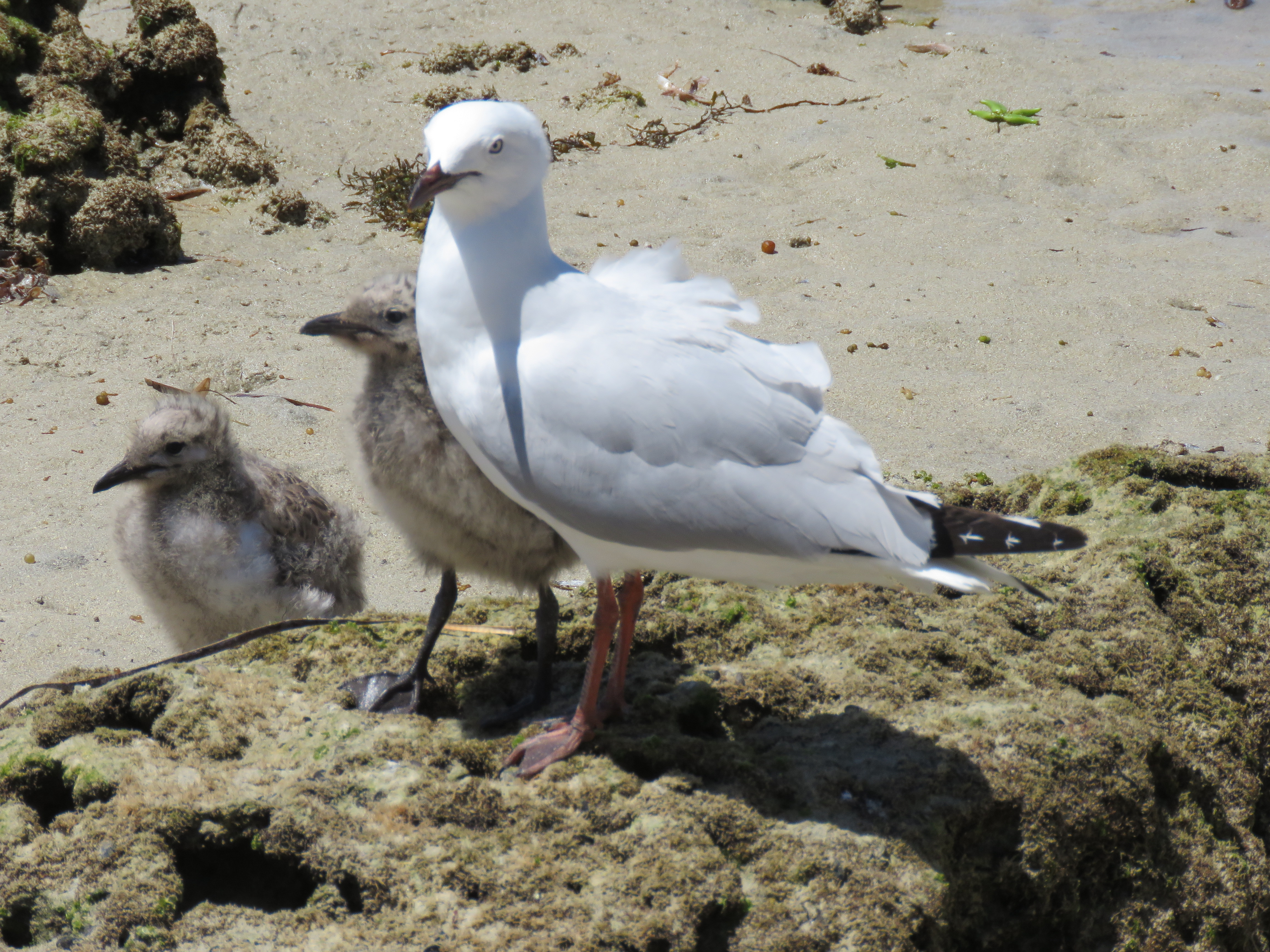
Silvermås med ungar.

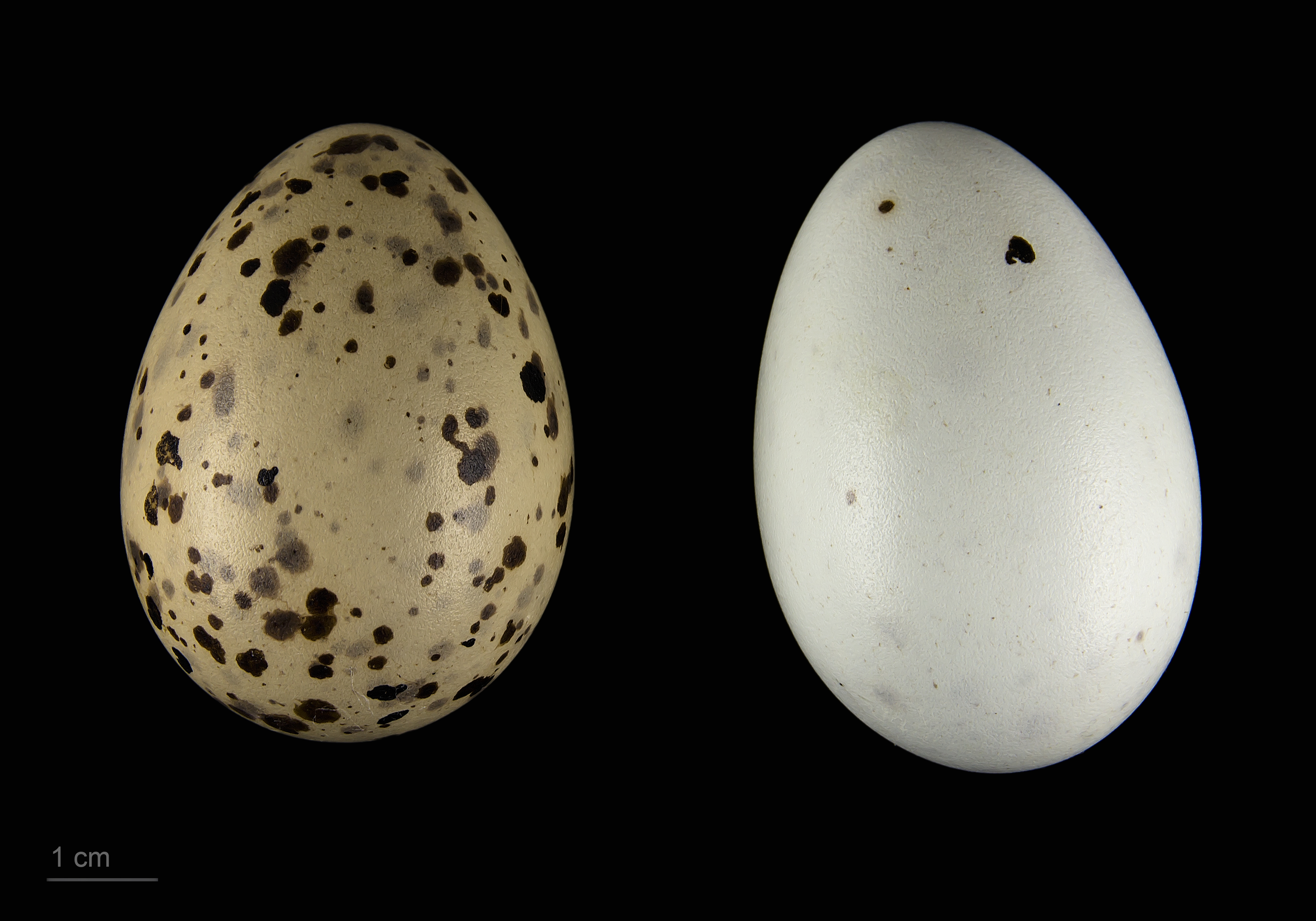
Ägg från silvermås.

## Status och hot
Arten har ett stort utbredningsområde och en stor population, och tros öka i antal. Utifrån dessa kriterier kategoriserar internationella naturvårdsunionen IUCN arten som livskraftig (LC).